# Finale della Coppa Libertadores 2021
La finale della 62ª edizione della Coppa Libertadores si è disputata sabato 27 novembre 2021 allo Stadio del Centenario di Montevideo, in Uruguay, tra i brasiliani del Palmeiras e del Flamengo. Ad imporsi è stato il Palmeiras, che ha battuto per 2-1 il Flamengo dopo i tempi supplementari.
La vincitrice si è qualificata alla Coppa del mondo per club FIFA 2021 e alla Recopa Sudamericana 2022 (quest'ultima contro la vincente della Coppa Sudamericana 2021).

## Le squadre
| Squadre   | Partecipazioni precedenti (il grassetto indica la vittoria) |
| --------- | ----------------------------------------------------------- |
| Palmeiras | 5 (1961, 1968, 1999, 2000, 2020)                            |
| Flamengo  | 2 (1981, 2019)                                              |

## Sede
Il 13 maggio 2021, tra le 12 candidate, la CONMEBOL ha scelto come sede della finale lo Stadio del Centenario di Montevideo in Uruguay.

## Il cammino verso la finale
Note: In ogni risultato sottostante, il punteggio della squadra di casa è menzionato per primo.
| Squadra                 | P  | G | V | N | P | GF | GS | DR  |
| ----------------------- | -- | - | - | - | - | -- | -- | --- |
| Palmeiras               | 15 | 6 | 5 | 0 | 1 | 20 | 7  | +13 |
| Defensa y Justicia      | 9  | 6 | 2 | 3 | 1 | 11 | 8  | +3  |
| Independiente del Valle | 5  | 6 | 1 | 2 | 3 | 8  | 11 | -3  |
| Universitario           | 4  | 6 | 1 | 1 | 4 | 6  | 19 | -13 |

| Squadra         | P  | G | V | N | P | GF | GS | DR |
| --------------- | -- | - | - | - | - | -- | -- | -- |
| Flamengo        | 12 | 6 | 3 | 3 | 0 | 14 | 9  | +5 |
| Vélez Sarsfield | 10 | 6 | 3 | 1 | 2 | 10 | 8  | +2 |
| LDU Quito       | 8  | 6 | 2 | 2 | 2 | 15 | 13 | +2 |
| Unión La Calera | 2  | 6 | 0 | 2 | 4 | 8  | 17 | -9 |

## Tabellino
| Arbitro: | Néstor Pitana |

|                        |           |                     |
| Veiga 5’ Deyverson 95’ | Marcatori | 72’ Gabriel Barbosa |

| Palmeiras | Flamengo |

### Formazioni
| P             | 21 | Weverton          |        |      |
| D             | 2  | Mayke             |        | 106’ |
| D             | 15 | Gustavo Gómez     | 74’    |      |
| D             | 13 | Luan              |        |      |
| D             | 22 | Joaquín Piquerez  | 67’    | 113’ |
| C             | 28 | Danilo            |        | 70’  |
| C             | 8  | Zé Rafael         |        | 82’  |
| C             | 14 | Gustavo Scarpa    |        |      |
| C             | 23 | Raphael Veiga     |        | 91’  |
| C             | 43 | Dudu              |        | 77’  |
| A             | 7  | Rony              |        |      |
| Panchina:     |    |                   |        |      |
| P             | 42 | Jailson           |        |      |
| D             | 4  | Benjamín Kuscevic |        |      |
| D             | 6  | Jorge             |        |      |
| C             | 5  | Patrick           |        | 70’  |
| C             | 18 | Danilo Barbosa    |        | 82’  |
| C             | 25 | Gabriel Menino    |        | 106’ |
| C             | 30 | Felipe Melo       | 120+1’ | 113’ |
| A             | 9  | Deyverson         |        | 91’  |
| A             | 10 | Luiz Adriano      |        |      |
| A             | 11 | Wesley            |        | 77’  |
| A             | 19 | Breno Lopes       |        |      |
| A             | 27 | Gabriel Veron     |        |      |
| Allenatore:   |    |                   |        |      |
| Abel Ferreira |    |                   |        |      |

| P                 | 1  | Diego Alves            |     |      |
| D                 | 44 | Mauricio Isla          |     | 79’  |
| D                 | 3  | Rodrigo Caio           | 65’ |      |
| D                 | 23 | David Luiz             |     |      |
| D                 | 16 | Filipe Luís            |     | 32’  |
| C                 | 5  | Willian Arão           |     |      |
| C                 | 18 | Andreas Pereira        |     | 111’ |
| C                 | 7  | Éverton Ribeiro        |     | 63’  |
| C                 | 14 | Giorgian De Arrascaeta | 78’ | 111’ |
| C                 | 27 | Bruno Henrique         |     | 91’  |
| A                 | 9  | Gabriel Barbosa        | 74’ |      |
| Panchina:         |    |                        |     |      |
| P                 | 45 | Hugo Souza             |     |      |
| D                 | 2  | Gustavo Henrique       |     |      |
| D                 | 6  | Renê                   |     | 32’  |
| D                 | 29 | Rodinei                |     |      |
| D                 | 30 | Bruno Viana            |     |      |
| D                 | 34 | Matheuzinho            |     | 79’  |
| C                 | 10 | Diego                  |     |      |
| C                 | 33 | Thiago Maia            |     |      |
| A                 | 11 | Vitinho                |     | 111’ |
| A                 | 19 | Michael                |     | 63’  |
| A                 | 21 | Pedro                  |     | 111’ |
| A                 | 43 | Kenedy                 |     | 91’  |
| Allenatore:       |    |                        |     |      |
| Renato Portaluppi |    |                        |     |      |